# S/2004 N 1
S/2004 N 1 er en måne, der kredser om planeten Neptun. Med en diameter på omkring 34.8 km, er det Neptuns mindste måne. Den blev fundet i 2013, hvormed antallet af kendte måner om Neptun udvides til 14. Den fik det officielle navn Hippocamp.
| Astronomi | Spire Denne artikel om astronomi er en spire som bør udbygges. Du er velkommen til at hjælpe Wikipedia ved at udvide den. |